# Araiostegiella faberiana
Araiostegiella faberiana là một loài dương xỉ trong họ Davalliaceae. Loài này được C. Chr. Mak.Kato & Tsutsumi mô tả khoa học đầu tiên năm 2008.